# Chelsea Football Club 2024-2025
Questa pagina raccoglie i dati riguardanti il Chelsea Football Club nelle competizioni ufficiali della stagione 2024-2025.

## Stagione
Questa stagione è la 36ª in Premier League per il Chelsea. Oltre alla partecipazione in Premier League, il Chelsea prenderà parte alla FA Cup, alla EFL Cup e per la prima volta nella sua storia alla Conference League.
Il 28 maggio 2025 vince la Conference League, sconfiggendo in finale  il Betis per 4-1.

## Maglie e sponsor
| Casa | Trasferta | Terza divisa | Casa (Coppa del mondo FIFA) | Trasferta (Coppa del mondo FIFA) |

## Rosa
Rosa, numerazione e ruoli sono aggiornati al 5 luglio 2025.
| N. |                        | Ruolo | Calciatore         |
| -- | ---------------------- | ----- | ------------------ |
| 1  | Spagna (bandiera)      | P     | Robert Sánchez     |
| 2  | Francia (bandiera)     | D     | Axel Disasi        |
| 3  | Spagna (bandiera)      | D     | Marc Cucurella     |
| 4  | Inghilterra (bandiera) | D     | Tosin Adarabioyo   |
| 5  | Francia (bandiera)     | D     | Benoît Badiashile  |
| 6  | Inghilterra (bandiera) | D     | Levi Colwill       |
| 7  | Portogallo (bandiera)  | A     | Pedro Neto         |
| 8  | Argentina (bandiera)   | C     | Enzo Fernández     |
| 9  | Inghilterra (bandiera) | A     | Liam Delap         |
| 10 | Ucraina (bandiera)     | A     | Mychajlo Mudryk    |
| 11 | Inghilterra (bandiera) | C     | Noni Madueke       |
| 12 | Danimarca (bandiera)   | P     | Filip Jørgensen    |
| 13 | Inghilterra (bandiera) | P     | Marcus Bettinelli  |
| 14 | Portogallo (bandiera)  | C     | Dário Essugo       |
| 15 | Senegal (bandiera)     | A     | Nicolas Jackson    |
| 17 | Inghilterra (bandiera) | C     | Carney Chukwuemeka |
| 17 | Brasile (bandiera)     | A     | Andrey Santos      |
| 18 | Francia (bandiera)     | A     | Christopher Nkunku |
| 19 | Inghilterra (bandiera) | A     | Jadon Sancho       |
| 19 | Francia (bandiera)     | D     | Mamadou Sarr       |
| 20 | Inghilterra (bandiera) | A     | Cole Palmer        |
| 20 | Brasile (bandiera)     | A     | João Pedro         |

| N. |                        | Ruolo | Calciatore             |
| -- | ---------------------- | ----- | ---------------------- |
| 21 | Inghilterra (bandiera) | D     | Ben Chilwell           |
| 22 | Inghilterra (bandiera) | C     | Kiernan Dewsbury-Hall  |
| 23 | Inghilterra (bandiera) | D     | Trevoh Chalobah        |
| 24 | Inghilterra (bandiera) | D     | Reece James (capitano) |
| 25 | Ecuador (bandiera)     | C     | Moisés Caicedo         |
| 27 | Francia (bandiera)     | D     | Malo Gusto             |
| 29 | Francia (bandiera)     | D     | Wesley Fofana          |
| 30 | Argentina (bandiera)   | D     | Aaron Anselmino        |
| 31 | Italia (bandiera)      | C     | Cesare Casadei         |
| 32 | Inghilterra (bandiera) | A     | Tyrique George         |
| 34 | Inghilterra (bandiera) | D     | Josh Acheampong        |
| 36 | Brasile (bandiera)     | A     | Deivid Washington      |
| 37 | Inghilterra (bandiera) | C     | Omari Kellyman         |
| 38 | Spagna (bandiera)      | A     | Marc Guiu              |
| 39 | Francia (bandiera)     | C     | Mathis Amougou         |
| 39 | Belgio (bandiera)      | P     | Mike Penders           |
| 40 | Portogallo (bandiera)  | C     | Renato Veiga           |
| 44 | Stati Uniti (bandiera) | P     | Gabriel Slonina        |
| 45 | Belgio (bandiera)      | C     | Roméo Lavia            |
| 47 | Finlandia (bandiera)   | P     | Lucas Bergström        |

## Calciomercato

### Sessione estiva
| Acquisti         | Acquisti              | Acquisti          | Acquisti                    |
| R.               | Nome                  | da                | Modalità                    |
| ---------------- | --------------------- | ----------------- | --------------------------- |
| P                | Filip Jørgensen       | Villarreal        | definitivo (24,5 milioni €) |
| D                | Tosin Adarabioyo      | Fulham            | svincolato                  |
| C                | Kiernan Dewsbury-Hall | Leicester City    | definitivo (35,4 milioni €) |
| C                | Renato Veiga          | Basilea           | definitivo (14 milioni €)   |
| C                | Omari Kellyman        | Aston Villa       | definitivo (22,5 milioni €) |
| A                | Pedro Neto            | Wolverhampton     | definitivo (60 milioni €)   |
| A                | Marc Guiu             | Barcellona        | definitivo (6 milioni €)    |
| A                | João Félix            | Atlético Madrid   | definitivo (52 milioni €)   |
| A                | Jadon Sancho          | Manchester Utd    | prestito                    |
| Altre operazioni |                       |                   |                             |
| R.               | Nome                  | da                | Modalità                    |
| P                | Kepa Arrizabalaga     | Real Madrid       | fine prestito               |
| P                | Gabriel Slonina       | Eupen             | fine prestito               |
| D                | Bashir Humphreys      | Swansea City      | fine prestito               |
| D                | Ian Maatsen           | Borussia Dortmund | fine prestito               |
| D                | Caleb Wiley           | Atlanta United    | definitivo (10 milioni €)   |
| D                | Aaron Anselmino       | Boca Juniors      | definitivo (16,5 milioni €) |
| C                | Andrey Santos         | Strasburgo        | fine prestito               |
| A                | Romelu Lukaku         | Roma              | fine prestito               |
| A                | Datro Fofana          | Burnley           | fine prestito               |
| A                | Ângelo Gabriel        | Strasburgo        | fine prestito               |

| Cessioni         | Cessioni          | Cessioni        | Cessioni                    |
| R.               | Nome              | a               | Modalità                    |
| ---------------- | ----------------- | --------------- | --------------------------- |
| P                | Đorđe Petrović    | Strasburgo      | prestito                    |
| D                | Ian Maatsen       | Aston Villa     | definitivo (44,5 milioni €) |
| D                | Lewis Hall        | Newcastle Utd   | definitivo (33 milioni €)   |
| D                | Trevoh Chalobah   | Crystal Palace  | prestito                    |
| D                | Thiago Silva      | Fluminense      | svincolato                  |
| D                | Lesley Ugochukwu  | Southampton     | prestito                    |
| C                | Conor Gallagher   | Atlético Madrid | definitivo (42 milioni €)   |
| A                | Omari Hutchinson  | Ipswich Town    | definitivo (23,5 milioni €) |
| A                | Raheem Sterling   | Arsenal         | prestito                    |
| A                | Datro Fofana      | Göztepe         | prestito                    |
| A                | Hakim Ziyech      | Galatasaray     | gratuito                    |
| C                | Tino Anjorin      | Empoli          | gratuito                    |
| D                | Malang Sarr       | Lens            | gratuito                    |
| A                | Armando Broja     | Everton         | prestito                    |
| A                | Diego Moreira     | Strasburgo      | definitivo (2 milioni €)    |
| Altre operazioni |                   |                 |                             |
| R.               | Nome              | a               | Modalità                    |
| P                | Kepa Arrizabalaga | Bournemouth     | prestito (3,6 milioni €)    |
| D                | Bashir Humphreys  | Burnley         | prestito                    |
| D                | Caleb Wiley       | Atlanta United  | prestito                    |
| D                | Aaron Anselmino   | Boca Juniors    | prestito                    |
| A                | Hakim Ziyech      | Galatasaray     | gratuito                    |
| A                | Romelu Lukaku     | Napoli          | definitivo (30 milioni €)   |
| A                | Ângelo Gabriel    | Al-Nassr        | definitivo (23 milioni €)   |

### Sessione invernale
| Acquisti         | Acquisti           | Acquisti       | Acquisti                  |
| R.               | Nome               | da             | Modalità                  |
| ---------------- | ------------------ | -------------- | ------------------------- |
| C                | Mathis Amougou     | Saint-Étienne  | definitivo (15 milioni €) |
| Altre operazioni |                    |                |                           |
| R.               | Nome               | da             | Modalità                  |
| D                | Trevoh Chalobah    | Crystal Palace | fine prestito             |
| A                | David Datro Fofana | Göztepe        | fine prestito             |
| D                | Aaron Anselmino    | Boca Juniors   | fine prestito             |
| P                | Gabriel Slonina    | Barnsley       | fine prestito             |
| D                | Caleb Wiley        | Strasburgo     | fine prestito             |

| Cessioni         | Cessioni           | Cessioni          | Cessioni                  |
| R.               | Nome               | a                 | Modalità                  |
| ---------------- | ------------------ | ----------------- | ------------------------- |
| C                | Cesare Casadei     | Torino            | definitivo (13 milioni €) |
| A                | João Félix         | Milan             | prestito (5,5 milioni €)  |
| D                | Renato Veiga       | Juventus          | prestito (4 milioni €)    |
| C                | Carney Chukwuemeka | Borussia Dortmund | prestito (2,4 milioni €)  |
| D                | Ben Chilwell       | Crystal Palace    | prestito                  |
| D                | Axel Disasi        | Aston Villa       | prestito                  |
| A                | Deivid Washington  | Santos            | prestito                  |
| D                | Caleb Wiley        | Watford           | prestito                  |
| Altre operazioni |                    |                   |                           |
| R.               | Nome               | a                 | Modalità                  |

### Sessione primaverile (dall'1/6 al 10/6)
| Acquisti         | Acquisti      | Acquisti         | Acquisti                     |
| R.               | Nome          | da               | Modalità                     |
| ---------------- | ------------- | ---------------- | ---------------------------- |
| A                | João Pedro    | Brighton         | definitivo (63,7 milioni €)  |
| A                | Liam Delap    | Ipswich Town     | definitivo (35,5 milioni €)  |
| C                | Dário Essugo  | Sporting Lisbona | definitivo (22,27 milioni €) |
| D                | Mamadou Sarr  | Strasburgo       | definitivo (14 milioni €)    |
| Altre operazioni |               |                  |                              |
| R.               | Nome          | da               | Modalità                     |
| A                | Andrey Santos | Strasburgo       | fine prestito                |

| Cessioni         | Cessioni          | Cessioni        | Cessioni                 |
| R.               | Nome              | a               | Modalità                 |
| ---------------- | ----------------- | --------------- | ------------------------ |
| P                | Marcus Bettinelli | Manchester City | definitivo (2 milioni €) |
| Altre operazioni |                   |                 |                          |
| R.               | Nome              | a               | Modalità                 |

## Risultati

### Premier League

#### Girone di andata
| Arbitro: | Taylor |

|  |           |                         |
|  | Marcatori | 18’ Haaland 84’ Kovačić |

| Arbitro: | England |

|                               |           |                                                            |
| Cunha 27’ Strand Larsen 45+6’ | Marcatori | 2’ Jackson 45’ Palmer 49’, 58’, 63’ Madueke 80’ João Félix |

| Arbitro: | Gillett |

|             |           |         |
| Jackson 25’ | Marcatori | 53’ Eze |

| Arbitro: | Taylor |

|  |           |            |
|  | Marcatori | 86’ Nkunku |

| Arbitro: | Barrott |

|  |           |                            |
|  | Marcatori | 4’, 18’ Jackson 47’ Palmer |

| Arbitro: | Bankes |

|                                  |           |                      |
| Palmer 21’, 28’ (rig.), 31’, 41’ | Marcatori | 7’ Rutter 34’ Baleba |

| Arbitro: | Kavanagh |

|             |           |          |
| Madueke 57’ | Marcatori | 49’ Wood |

| Arbitro: | Brooks |

|                               |           |             |
| Salah 29’ (rig.) C. Jones 51’ | Marcatori | 48’ Jackson |

| Arbitro: | Hooper |

|                        |           |          |
| Jackson 18’ Palmer 47’ | Marcatori | 32’ Isak |

| Arbitro: | R. Jones |

|                         |           |             |
| B. Fernandes 70’ (rig.) | Marcatori | 74’ Caicedo |

| Arbitro: | Oliver |

|          |           |                |
| Neto 70’ | Marcatori | 60’ Martinelli |

| Arbitro: | Madley |

|                      |           |                              |
| J. Ayew 90+5’ (rig.) | Marcatori | 15’ Jackson 75’ E. Fernández |

| Arbitro: | Attwell |

|                                        |           |  |
| Jackson 7’ E. Fernández 36’ Palmer 83’ | Marcatori |  |

| Arbitro: | Harrington |

|           |           |                                                        |
| Aribo 11’ | Marcatori | 7’ Disasi 17’ Nkunku 34’ Madueke 76’ Palmer 87’ Sancho |

| Arbitro: | Taylor |

|                                     |           |                                                           |
| Solanke 5’ Kulusevski 11’ Son 90+7’ | Marcatori | 17’ Sancho 61’ (rig.), 84’ (rig.) Palmer 74’ E. Fernández |

| Arbitro: | Bankes |

|                           |           |            |
| Cucurella 43’ Jackson 80’ | Marcatori | 90’ Mbeumo |

| Liverpool 22 dicembre 2024, ore 14:00 WET 17ª giornata | Everton  | 0 – 0 referto | Chelsea | Goodison Park (39 358 spett.)\| Arbitro: \| Kavanagh \| |
| Arbitro:                                               | Kavanagh |               |         |                                                         |

| Arbitro: | Barrott |

|            |           |                           |
| Palmer 16’ | Marcatori | 82’ Wilson 90+5’ R. Muniz |

| Arbitro: | Brooks |

|                                 |           |  |
| Delap 12’ (rig.) Hutchinson 53’ | Marcatori |  |

#### Girone di ritorno
| Arbitro: | Robinson |

|            |           |            |
| Mateta 82’ | Marcatori | 14’ Palmer |

| Arbitro: | R. Jones |

|                        |           |                                    |
| Palmer 13’ James 90+5’ | Marcatori | 50’ (rig.) J. Kluivert 68’ Semenyo |

| Arbitro: | Hooper |

|                                          |           |               |
| Adarabioyo 24’ Cucurella 60’ Madueke 65’ | Marcatori | 45+5’ Doherty |

| Arbitro: | Brooks |

|                                    |           |            |
| Gvardiol 42’ Haaland 68’ Foden 87’ | Marcatori | 3’ Madueke |

| Arbitro: | Attwell |

|                                 |           |           |
| Neto 64’ Wan-Bissaka 74’ (aut.) | Marcatori | 42’ Bowen |

| Arbitro: | Kavanagh |

|                            |           |  |
| Mitoma 27’ Minteh 38’, 63’ | Marcatori |  |

| Arbitro: | Oliver |

|                  |           |                 |
| Asensio 57’, 89’ | Marcatori | 9’ E. Fernández |

| Arbitro: | Bramall |

|                                               |           |  |
| Nkunku 24’ Neto 36’ Colwill 44’ Cucurella 78’ | Marcatori |  |

| Arbitro: | Robinson |

|               |           |  |
| Cucurella 60’ | Marcatori |  |

| Arbitro: | Kavanagh |

|            |           |  |
| Merino 20’ | Marcatori |  |

| Arbitro: | Pawson |

|                  |           |  |
| E. Fernández 50’ | Marcatori |  |

| Brentford 6 aprile 2025, ore 14:00 WEST 31ª giornata | Brentford | 0 – 0 referto | Chelsea | Brentford Community Stadium (17 183 spett.)\| Arbitro: \| Oliver \| |
| Arbitro:                                             | Oliver    |               |         |                                                                     |

| Arbitro: | Attwell |

|                                |           |                        |
| Tuanzebe 46’ (aut.) Sancho 79’ | Marcatori | 19’ Enciso 31’ Johnson |

| Arbitro: | Taylor |

|           |           |                       |
| Iwobi 20’ | Marcatori | 83’ George 90+3’ Neto |

| Arbitro: | Kavanagh |

|             |           |  |
| Jackson 27’ | Marcatori |  |

| Arbitro: | Hooper |

|                                                        |           |              |
| E. Fernández 3’ Quansah 56’ (aut.) Palmer 90+6’ (rig.) | Marcatori | 85’ Van Dijk |

| Arbitro: | Brooks |

|                         |           |  |
| Tonali 2’ Guimarães 90’ | Marcatori |  |

| Arbitro: | Kavanagh |

|               |           |  |
| Cucurella 60’ | Marcatori |  |

| Arbitro: | Taylor |

|  |           |             |
|  | Marcatori | 50’ Colwill |

### FA Cup
| Arbitro: | Kitchen |

|                                                    |           |  |
| Adarabioyo 39’, 70’ Nkunku 50’ João Félix 75’, 77’ | Marcatori |  |

| Arbitro: | Gillett |

|                       |           |                      |
| Rutter 12’ Mitoma 57’ | Marcatori | 5’ (aut.) Verbruggen |

### EFL Cup
| Arbitro: | Langford |

|                                                      |           |  |
| Nkunku 8’, 15’, 75’ Farman 28’ (aut.) Pedro Neto 48’ | Marcatori |  |

| Arbitro: | Kavanagh |

|                            |           |  |
| Isak 23’ Disasi 26’ (aut.) | Marcatori |  |

### UEFA Conference League

#### Spareggi
| Arbitro: | Pignard |

|                               |           |  |
| Nkunku 50’ (rig.) Madueke 76’ | Marcatori |  |

| Arbitro: | Marco Di Bello |

|                              |           |                   |
| Guillemenot 32’ Crivelli 72’ | Marcatori | 14’ (rig.) Nkunku |

#### Fase campionato
| Arbitro: | Schlager |

|                                                 |           |                            |
| Veiga 12’ Neto 46’ Nkunku 63’ Dewsbury-Hall 70’ | Marcatori | 50’ Watanabe 90’ Gandelman |

| Arbitro: | Nobre |

|               |           |                                                  |
| Pellistri 69’ | Marcatori | 22’, 55’ João Félix 49’ Mudryk 59’ (rig.) Nkunku |

| Arbitro: | Ciochirca |

|                                                                                     |           |  |
| Adarabioyo 12’ Guiu 13’ Disasi 18’ Félix 21’, 41’ Mudryk 39’ Nkunku 69’, 76’ (rig.) | Marcatori |  |

| Arbitro: | Gözübüyük |

|  |           |                       |
|  | Marcatori | 51’ Nkunku 86’ Mudryk |

| Arbitro: | Jablonski |

|             |           |                         |
| Tomasov 45’ | Marcatori | 14’, 18’ Guiu 39’ Veiga |

| Arbitro: | Delajod |

|                                                      |           |          |
| Guiu 23’, 34’, 45+3’ Dewsbury-Hall 40’ Cucurella 58’ | Marcatori | 26’ Poom |

#### Fase a eliminazione diretta

##### Ottavi di finale
| Arbitro: | Kabakov |

|             |           |                            |
| Pereira 79’ | Marcatori | 46’ James 65’ E. Fernández |

| Arbitro: | Petrescu |

|                   |           |  |
| Dewsbury-Hall 55’ | Marcatori |  |

##### Quarti di finale
| Arbitro: | Gözübüyük |

|  |           |                             |
|  | Marcatori | 49’ George 57’, 74’ Madueke |

| Arbitro: | Hernández Hernández |

|               |           |                                |
| Cucurella 33’ | Marcatori | 10’ (rig.) Pekhart 53’ Kapuadi |

##### Semifinale
| Arbitro: | Schärer |

|               |           |                                         |
| Alemayehu 68’ | Marcatori | 13’ Sancho 43’ Madueke 59’, 65’ Jackson |

| Arbitro: | Pinheiro |

|                   |           |  |
| Dewsbury-Hall 38’ | Marcatori |  |

##### Finale
| Arbitro: | Irfan Peljto |

|               |           |                                                    |
| Ezzalzouli 9’ | Marcatori | 65’ Fernández 70’ Jackson 83’ Sancho 90+1’ Caicedo |

### Coppa del mondo per club FIFA

#### Fase a gironi
| Arbitro: | Valenzuela |

|                           |           |  |
| Neto 34’ E. Fernández 79’ | Marcatori |  |

| Arbitro: | Barton |

|                                 |           |          |
| Henrique 62’ Danilo 65’ Yan 83’ | Marcatori | 13’ Neto |

| Arbitro: | Falcón Pérez |

|  |           |                                           |
|  | Marcatori | 45+3’ Adarabioyo 45+5’ Delap 90+7’ George |

#### Ottavi di finale
| Arbitro: | Vinčić |

|                       |           |                                                    |
| Di María 90+5’ (rig.) | Marcatori | 64’ James 108’ Nkunku 114’ Neto 117’ Dewsbury-Hall |

#### Quarti di finale
| Arbitro: | Faghani |

|             |           |                                |
| Estêvão 53’ | Marcatori | 16’ Palmer 83’ (aut.) Weverton |

#### Semifinale
| Arbitro: | Letexier |

|  |           |                     |
|  | Marcatori | 18’, 56’ João Pedro |

#### Finale
| Arbitro: | Faghani |

|                                |           |  |
| Palmer 22’, 30’ João Pedro 43’ | Marcatori |  |

## Statistiche finali

### Statistiche di squadra
| Competizione             | Punti | In casa | In casa | In casa | In casa | In casa | In casa | In trasferta | In trasferta | In trasferta | In trasferta | In trasferta | In trasferta | In campo neutro | In campo neutro | In campo neutro | In campo neutro | In campo neutro | In campo neutro | Totale | Totale | Totale | Totale | Totale | Totale | DR  |
| Competizione             | Punti | G       | V       | N       | P       | Gf      | Gs      | G            | V            | N            | P            | Gf           | Gs           | G               | V               | N               | P               | Gf              | Gs              | G      | V      | N      | P      | Gf     | Gs     | DR  |
| ------------------------ | ----- | ------- | ------- | ------- | ------- | ------- | ------- | ------------ | ------------ | ------------ | ------------ | ------------ | ------------ | --------------- | --------------- | --------------- | --------------- | --------------- | --------------- | ------ | ------ | ------ | ------ | ------ | ------ | --- |
| Premier League           | 69    | 19      | 12      | 5       | 2       | 35      | 18      | 19           | 8            | 4            | 7            | 29           | 25           | -               | -               | -               | -               | -               | -               | 38     | 20     | 9      | 9      | 64     | 43     | +21 |
| FA Cup                   | -     | 1       | 1       | 0       | 0       | 5       | 0       | 1            | 0            | 0            | 1            | 1            | 2            | -               | -               | -               | -               | -               | -               | 2      | 1      | 0      | 1      | 6      | 2      | +4  |
| League Cup               | -     | 1       | 1       | 0       | 0       | 5       | 0       | 1            | 0            | 0            | 1            | 0            | 2            | -               | -               | -               | -               | -               | -               | 2      | 1      | 0      | 1      | 5      | 2      | +3  |
| Conference League        | 18    | 7       | 6       | 0       | 1       | 22      | 5       | 7            | 6            | 0            | 1            | 19           | 6            | 1               | 1               | 0               | 0               | 4               | 1               | 15     | 13     | 0      | 2      | 45     | 12     | +33 |
| Coppa del mondo per club | -     | -       | -       | -       | -       | -       | -       | -            | -            | -            | -            | -            | -            | 7               | 6               | 0               | 1               | 17              | 5               | 7      | 6      | 0      | 1      | 17     | 5      | +12 |
| Totale                   | -     | 28      | 20      | 5       | 3       | 67      | 23      | 28           | 14           | 4            | 10           | 49           | 35           | 8               | 7               | 0               | 1               | 21              | 6               | 64     | 41     | 9      | 14     | 137    | 64     | +73 |

### Andamento in campionato
| Giornata  | 1  | 2 | 3  | 4 | 5 | 6 | 7 | 8 | 9 | 10 | 11 | 12 | 13 | 14 | 15 | 16 | 17 | 18 | 19 | 20 | 21 | 22 | 23 | 24 | 25 | 26 | 27 | 28 | 29 | 30 | 31 | 32 | 33 | 34 | 35 | 36 | 37 | 38 |
| --------- | -- | - | -- | - | - | - | - | - | - | -- | -- | -- | -- | -- | -- | -- | -- | -- | -- | -- | -- | -- | -- | -- | -- | -- | -- | -- | -- | -- | -- | -- | -- | -- | -- | -- | -- | -- |
| Luogo     | C  | T | C  | T | T | C | C | T | C | T  | C  | T  | C  | T  | T  | C  | T  | C  | T  | T  | C  | C  | T  | C  | T  | T  | C  | C  | T  | C  | T  | C  | T  | C  | C  | T  | C  | T  |
| Risultato | P  | V | N  | V | V | V | N | P | V | N  | N  | V  | V  | V  | V  | V  | N  | P  | P  | N  | N  | V  | P  | V  | P  | P  | V  | V  | P  | V  | N  | N  | V  | V  | V  | P  | V  | V  |
| Posizione | 17 | 8 | 11 | 8 | 5 | 4 | 4 | 6 | 6 | 4  | 3  | 3  | 2  | 2  | 2  | 2  | 2  | 3  | 4  | 4  | 5  | 4  | 6  | 4  | 6  | 7  | 5  | 4  | 4  | 4  | 5  | 6  | 6  | 5  | 5  | 5  | 5  | 4  |

Legenda:

Luogo: C = Casa; T = Trasferta. Risultato: V = Vittoria; N = Pareggio; P = Sconfitta.

### Andamento in UEFA Conference League
| Giornata  | 1 | 2 | 3 | 4 | 5 | 6 |
| --------- | - | - | - | - | - | - |
| Luogo     | C | T | C | T | T | C |
| Risultato | V | V | V | V | V | V |
| Posizione | 6 | 1 | 1 | 1 | 1 | 1 |

Legenda:

Luogo: C = Casa; T = Trasferta. Risultato: V = Vittoria; N = Pareggio; P = Sconfitta.

### Statistiche dei giocatori
Sono in corsivo i calciatori che hanno lasciato la società a stagione in corso.
| Giocatore          | Premier League | Premier League | Premier League | Premier League | FA Cup+League Cup | FA Cup+League Cup | FA Cup+League Cup | FA Cup+League Cup | Conference League | Conference League | Conference League | Conference League | Coppa del mondo per club | Coppa del mondo per club | Coppa del mondo per club | Coppa del mondo per club | Totale   | Totale | Totale      | Totale     |
| Giocatore          | Presenze       | Reti           | Ammonizioni    | Espulsioni     | Presenze          | Reti              | Ammonizioni       | Espulsioni        | Presenze          | Reti              | Ammonizioni       | Espulsioni        | Presenze                 | Reti                     | Ammonizioni              | Espulsioni               | Presenze | Reti   | Ammonizioni | Espulsioni |
| ------------------ | -------------- | -------------- | -------------- | -------------- | ----------------- | ----------------- | ----------------- | ----------------- | ----------------- | ----------------- | ----------------- | ----------------- | ------------------------ | ------------------------ | ------------------------ | ------------------------ | -------- | ------ | ----------- | ---------- |
| T. Adarabioyo      | 22             | 1              | 4              | 0              | 2+1               | 2+0               | 0                 | 0                 | 12                | 1                 | 3                 | 0                 | 4                        | 1                        | 1                        | 0                        | 41       | 5      | 8           | 0          |
| J. Acheampong      | 4              | 0              | 1              | 0              | 0+1               | 0                 | 0                 | 0                 | 7                 | 0                 | 0                 | 0                 | 1                        | 0                        | 0                        | 0                        | 13       | 0      | 1           | 0          |
| A. Ampah           | 0              | 0              | 0              | 0              | 0                 | 0                 | 0                 | 0                 | 1                 | 0                 | 0                 | 0                 | 0                        | 0                        | 0                        | 0                        | 1        | 0      | 0           | 0          |
| M. Amougou         | 1              | 0              | 0              | 0              | 0                 | 0                 | 0                 | 0                 | 1                 | 0                 | 0                 | 0                 | 0                        | 0                        | 0                        | 0                        | 2        | 0      | 0           | 0          |
| Andrey Santos      | -              | -              | -              | -              | -                 | -                 | -                 | -                 | -                 | -                 | -                 | -                 | 4                        | 0                        | 0                        | 0                        | 4        | 0      | 0           | 0          |
| G. Antwi           | 0              | 0              | 0              | 0              | 0                 | 0                 | 0                 | 0                 | 2                 | 0                 | 0                 | 0                 | 0                        | 0                        | 0                        | 0                        | 2        | 0      | 0           | 0          |
| B. Badiashile      | 5              | 0              | 0              | 0              | 0+2               | 0                 | 0+1               | 0                 | 13                | 0                 | 4                 | 0                 | 2                        | 0                        | 0                        | 0                        | 22       | 0      | 5           | 0          |
| M. Caicedo         | 38             | 1              | 11             | 0              | 1+0               | 0                 | 1+0               | 0                 | 6                 | 1                 | 1                 | 0                 | 5                        | 0                        | 3                        | 0                        | 50       | 2      | 16          | 0          |
| C. Casadei         | 0              | 0              | 0              | 0              | 0+1               | 0                 | 0                 | 0                 | 5                 | 0                 | 2                 | 1                 | -                        | -                        | -                        | -                        | 6        | 0      | 2           | 1          |
| T. Chalobah        | 13             | 0              | 2              | 0              | 1+0               | 0                 | 0                 | 0                 | 5                 | 0                 | 0                 | 0                 | 5                        | 0                        | 0                        | 0                        | 24       | 0      | 2           | 0          |
| B. Chilwell        | 0              | 0              | 0              | 0              | 0+1               | 0                 | 0                 | 0                 | 0                 | 0                 | 0                 | 0                 | -                        | -                        | -                        | -                        | 1        | 0      | 0           | 0          |
| C. Chukwuemeka     | 0              | 0              | 0              | 0              | 0+1               | 0                 | 0                 | 0                 | 4                 | 0                 | 0                 | 0                 | -                        | -                        | -                        | -                        | 5        | 0      | 0           | 0          |
| L. Colwill         | 35             | 2              | 9              | 0              | 0+0               | 0                 | 0                 | 0                 | 3                 | 0                 | 0                 | 0                 | 5                        | 0                        | 3                        | 0                        | 43       | 2      | 12          | 0          |
| M. Cucurella       | 36             | 4              | 10             | 1              | 2+1               | 0                 | 0                 | 0                 | 9                 | 2                 | 1                 | 0                 | 6                        | 0                        | 0                        | 0                        | 54       | 6      | 11          | 1          |
| A. Disasi          | 6              | 1              | 1              | 0              | 1+2               | 0                 | 0                 | 0                 | 8                 | 1                 | 2                 | 0                 | -                        | -                        | -                        | -                        | 17       | 2      | 3           | 0          |
| L. Delap           | -              | -              | -              | -              | -                 | -                 | -                 | -                 | -                 | -                 | -                 | -                 | 6                        | 1                        | 2                        | 0                        | 6        | 1      | 2           | 0          |
| K. Dewsbury-Hall   | 13             | 0              | 0              | 0              | 1+2               | 0                 | 1+0               | 0                 | 15                | 4                 | 1                 | 0                 | 5                        | 1                        | 0                        | 0                        | 36       | 5      | 2           | 0          |
| K. Dyer            | 0              | 0              | 0              | 0              | 0                 | 0                 | 0                 | 0                 | 1                 | 0                 | 0                 | 0                 | 0                        | 0                        | 0                        | 0                        | 1        | 0      | 0           | 0          |
| D. Essugo          | -              | -              | -              | -              | -                 | -                 | -                 | -                 | -                 | -                 | -                 | -                 | 3                        | 0                        | 0                        | 0                        | 3        | 0      | 0           | 0          |
| E. Fernández       | 36             | 6              | 8              | 0              | 1+1               | 0                 | 0                 | 0                 | 8                 | 3                 | 1                 | 0                 | 7                        | 1                        | 0                        | 0                        | 53       | 10     | 9           | 0          |
| W. Fofana          | 14             | 0              | 7              | 0              | 0                 | 0                 | 0                 | 0                 | 0                 | 0                 | 0                 | 0                 | 0                        | 0                        | 0                        | 0                        | 14       | 0      | 7           | 0          |
| João Félix         | 12             | 1              | 2              | 0              | 1+2               | 2+0               | 0+2               | 0                 | 5                 | 4                 | 0                 | 0                 | -                        | -                        | -                        | -                        | 20       | 7      | 4           | 0          |
| M. Guiu            | 3              | 0              | 0              | 0              | 1+1               | 0                 | 0                 | 0                 | 9                 | 6                 | 0                 | 0                 | 2                        | 0                        | 0                        | 0                        | 16       | 6      | 0           | 0          |
| M. Gusto           | 32             | 0              | 4              | 0              | 2+1               | 0                 | 0                 | 0                 | 6                 | 0                 | 0                 | 0                 | 7                        | 0                        | 2                        | 0                        | 48       | 0      | 6           | 0          |
| N. Jackson         | 30             | 10             | 7              | 1              | 0+0               | 0                 | 0                 | 0                 | 4                 | 3                 | 1                 | 0                 | 3                        | 0                        | 0                        | 1                        | 37       | 13     | 8           | 2          |
| R. James           | 19             | 1              | 1              | 0              | 1+0               | 0                 | 0                 | 0                 | 7                 | 1                 | 0                 | 0                 | 5                        | 1                        | 1                        | 0                        | 32       | 3      | 2           | 0          |
| João Pedro         | -              | -              | -              | -              | -                 | -                 | -                 | -                 | -                 | -                 | -                 | -                 | 3                        | 3                        | 0                        | 0                        | 3        | 3      | 0           | 0          |
| F. Jørgensen       | 6              | -9             | 0              | 0              | 1+2               | -2                | 0                 | 0                 | 14                | -11               | 2                 | 0                 | 1                        | -0                       | 0                        | 0                        | 24       | -22    | 2           | 0          |
| R. Lavia           | 16             | 0              | 4              | 0              | 1+0               | 0                 | 0                 | 0                 | 1                 | 0                 | 0                 | 0                 | 4                        | 0                        | 0                        | 0                        | 22       | 0      | 4           | 0          |
| N. Madueke         | 32             | 7              | 3              | 0              | 1+1               | 0                 | 0                 | 0                 | 7                 | 4                 | 0                 | 0                 | 5                        | 0                        | 0                        | 0                        | 46       | 11     | 3           | 0          |
| S. Mheuka          | 1              | 0              | 0              | 0              | 0                 | 0                 | 0                 | 0                 | 4                 | 0                 | 0                 | 0                 | 0                        | 0                        | 0                        | 0                        | 5        | 0      | 0           | 0          |
| M. Mudryk          | 7              | 0              | 0              | 0              | 0+2               | 0                 | 0                 | 0                 | 6                 | 2                 | 0                 | 0                 | 0                        | 0                        | 0                        | 0                        | 15       | 2      | 0           | 0          |
| H. Murray-Campbell | 0              | 0              | 0              | 0              | 0                 | 0                 | 0                 | 0                 | 1                 | 0                 | 0                 | 0                 | 0                        | 0                        | 0                        | 0                        | 1        | 0      | 0           | 0          |
| C. Nkunku          | 27             | 3              | 2              | 0              | 2+2               | 0+3               | 0                 | 0                 | 11                | 7                 | 0                 | 0                 | 6                        | 1                        | 0                        | 0                        | 48       | 14     | 2           | 0          |
| P. Neto            | 35             | 3              | 8              | 0              | 2+1               | 0+1               | 0                 | 0                 | 7                 | 1                 | 0                 | 0                 | 6                        | 3                        | 2                        | 0                        | 51       | 8      | 10          | 0          |
| C. Palmer          | 37             | 15             | 7              | 0              | 1+0               | 0                 | 0                 | 0                 | 8                 | 0                 | 1                 | 0                 | 6                        | 3                        | 1                        | 0                        | 52       | 18     | 9           | 0          |
| S. Rak-Sakyi       | 0              | 0              | 0              | 0              | 0                 | 0                 | 0                 | 0                 | 4                 | 0                 | 0                 | 0                 | 0                        | 0                        | 0                        | 0                        | 4        | 0      | 0           | 0          |
| R. Sánchez         | 32             | -34            | 5              | 0              | 1+0               | -2                | 0                 | 0                 | 1                 | -1                | 0                 | 0                 | 6                        | -5                       | 1                        | 0                        | 40       | -42    | 6           | 0          |
| J. Sancho          | 31             | 3              | 2              | 0              | 2+0               | 0                 | 0                 | 0                 | 8                 | 2                 | 1                 | 0                 | 0                        | 0                        | 0                        | 0                        | 41       | 5      | 3           | 0          |
| M. Sarr            | -              | -              | -              | -              | -                 | -                 | -                 | -                 | -                 | -                 | -                 | -                 | 1                        | 0                        | 0                        | 0                        | 1        | 0      | 0           | 0          |
| T. George          | 8              | 1              | 1              | 0              | 2+1               | 0                 | 0                 | 0                 | 13                | 1                 | 0                 | 0                 | 2                        | 1                        | 0                        | 0                        | 26       | 3      | 1           | 0          |
| H. Vale            | 0              | 0              | 0              | 0              | 0                 | 0                 | 0                 | 0                 | 2                 | 0                 | 0                 | 0                 | 0                        | 0                        | 0                        | 0                        | 2        | 0      | 0           | 0          |
| R. Veiga           | 7              | 0              | 2              | 0              | 1+2               | 0                 | 0                 | 0                 | 8                 | 2                 | 2                 | 0                 | -                        | -                        | -                        | -                        | 18       | 2      | 4           | 0          |
| R. Walsh           | 0              | 0              | 0              | 0              | 0                 | 0                 | 0                 | 0                 | 2                 | 0                 | 0                 | 0                 | 0                        | 0                        | 0                        | 0                        | 2        | 0      | 0           | 0          |